# 小関武史
小関 武史（こぜき たけし、1969年 - ）は、日本のフランス文学者。一橋大学大学院言語社会研究科教授。
学位は、修士（文学）（京都大学・1993年）。

## 経歴
1991年3月 京都大学文学部フランス語学フランス文学。1999年3月 京都大学大学院文学研究科フランス語学フランス文学。
1999年4月 - 2006年8月 一橋大学大学院法学研究科講師。2006年9月 - 2007年3月 一橋大学大学院法学研究科助教授。
2007年4月 - 2014年3月 一橋大学大学院法学研究科准教授。2014年4月 - 2020年3月 一橋大学大学院法学研究科教授。
2020年4月 - 現在　一橋大学大学院言語社会研究科教授。

## 研究業績
- 一橋大学研究者情報　小関武史